# Witrugbodemkrabspin
De witrugbodemkrabspin (Ozyptila brevipes) is een spinnensoort in de taxonomische indeling van de krabspinnen (Thomisidae).
Het dier komt uit het geslacht Ozyptila. Ozyptila brevipes werd in 1826 beschreven door Carl Wilhelm Hahn.